# Saint-Hilaire-la-Plaine
 Saint-Hilaire-la-Plaine  là một xã thuộc tỉnh Creuse trong vùng Nouvelle-Aquitaine miền trung nước Pháp. Xã này nằm ở khu vực có độ cao trung bình 415 mét trên mực nước biển.